# Circonscription législative de la province de Leyte du Sud
La province de Leyte du Sud aux Philippines est constituée d'une circonscription législative représentée par un député à la Chambre des représentants. Avant la création de la province en 1931, les habitants de ses territoires votaient la deuxième et troisième circonscriptions de Leyte.

## Circonscription unique
- Population (2015) : 421 750[1]

| Période                     | Député                  |
| --------------------------- | ----------------------- |
| 5e Congrès 1961-1965        | Nicanor E. Yñiguez, Jr. |
| 6e Congrès 1965-1969        | Nicanor E. Yñiguez, Jr. |
| 7e Congrès 1969-1972        | Nicanor E. Yñiguez, Jr. |
| Batasang Pambansa 1984-1986 | Nicanor E. Yñiguez, Jr. |
| 8e Congrès 1987-1992        | Roger G. Mercado        |
| 8e Congrès 1987-1992        | Rosette Y. Lerias       |
| 9e Congrès 1992-1995        | Roger G. Mercado        |
| 10e Congrès 1995-1998       | Roger G. Mercado        |
| 11e Congrès 1998-2001       | Aniceto G. Saludo, Jr.  |
| 12e Congrès 2001-2004       | Aniceto G. Saludo, Jr.  |
| 13e Congrès 2004-2007       | Roger G. Mercado        |
| 14e Congrès 2007-2010       | Roger G. Mercado        |
| 15e Congrès 2010-2013       | Roger G. Mercado        |
| 16e Congrès 2013-2016       | Damian G. Mercado       |
| 17e Congrès 2016-2019       | Roger G. Mercado        |

1. ↑  Remplacée par Roger G. Mercado par décision du tribunal de la Chambre des représentants le 15 octobre 1991[3].